# The Road of Transgression
The Road of Transgression è un cortometraggio muto del 1913. Non viene riportato il nome del regista. L'attrice Lily Branscombe che aveva girato il suo primo film alla fine del 1911, si ritira dagli schermi alla fine del 1912. The Road of Transgression è il suo ultimo film.

## Produzione
Il film fu prodotto dalla Essanay Film Manufacturing Company.

## Distribuzione
Distribuito dalla General Film Company, il film - un cortometraggio di una bobina - uscì nelle sale cinematografiche USA il 16 gennaio 1913.